# موج‌شکن غازیان
موج شکن غازیان نام اسکله‌ای است در بندر انزلی از استان گیلان ایران است.
قبل از اینکه موج شکن‌های انزلی احداث گردد کانال مابین انزلی و غازیان همانند خلیجی بود که کشتی‌های تجارتی به منظور تخلیه و بارگیری یا مصون ماندن از امواج وطوفان دریا در آنجا پناه آورده به اسکله‌ها پهلو گرفته یا روی لنگری می‌ایستادند. اما امواج دریا، تاداخل کانال را می‌کوبید و به شناورهای مستقر در خلیج آسیب می‌رسانید. از این رو نیاز به احداث موج شکن‌ها احساس گردید و در نتیجه قرارداد این بنای عظیم که از شاهکارهای معماری درنوع خود است در سال ۱۳۱۳ هجری قمری برابر ۱۸۹۵ میلادی و ۱۲۷۴ شمسی بین دولت ایران وکمپانی (احداث راه انزلی - قزوین) منعقد گردید.

## معرفی موج شکن غازیان
طول موج شکن غازیان ۷۵۰ متر و موج شکن انزلی نیز ۵۲۰ مترمی‌باشد و کار ساختمان آن در سال ۱۹۱۴ میلادی ۱۲۹۳ شمسی کاملاً پایان پذیرفت. به منظور احداث موج شکن‌ها به طول ۱۴ کیلومتر راه‌آهنی از کوه‌های پونل تالش تا انتهای غرب خلیج کپورچال در مرداب کشیده شد وسنگها، از کوه‌های پونل استخراج و پس از تراشیده شده به اسکله کپورچال حمل و از آنجا وسله کرجی‌های بزرگ که وسیله قایق‌های موتوری یدک می‌شد. به محل احداث موج شکن‌ها و اداره بندر تخلیه می‌گردید. موج شکن‌ها زیر نظر دو نفر مهندس روسی به نام‌های علی اف و پلاناتوف بنا گردید و این بنای عظیم را روی تیرهای چوبی که در کف دریا به ردیف کوبیده‌اند ساخته شده‌است.